# Vandasina
Vandasina é um género botânico pertencente à família Fabaceae.